# Melanoplus tepidus
Melanoplus tepidus är en insektsart som beskrevs av Morse 1906. Melanoplus tepidus ingår i släktet Melanoplus och familjen gräshoppor. Inga underarter finns listade i Catalogue of Life.